# Esteqlāl
Esteqlāl är en ort i Iran.   Den ligger i provinsen Khuzestan, i den västra delen av landet, 500 km sydväst om huvudstaden Teheran. Esteqlāl ligger 95 meter över havet och antalet invånare är 621.
Terrängen runt Esteqlāl är platt.Runt Esteqlāl är det ganska tätbefolkat, med 96 invånare per kvadratkilometer. Närmaste större samhälle är Susa, 19,4 km sydost om Esteqlāl. Trakten runt Esteqlāl består till största delen av jordbruksmark.